# Leon MacDonald
Leon Raymond MacDonald (Blenheim, 21 de diciembre de 1977) es un exjugador neozelandés de rugby que se desempeñaba como fullback.

## Carrera
Nacido en Blenheim, MacDonald debutó en el seleccionado provincial de Marlborough contra Buller en 1994. Jugó 122 partidos con los Crusaders y siete para los Chiefs en el Super Rugby y jugó para Canterbury en el Campeonato Nacional Provincial. Era un pateador prodigioso. En 2008, de Sky Sport Reunion le otorgó el título de MVP de los Crusaders por su temporada de título de ganador del Super 14.
Jugó para Burnside en el concurso premier Christchurch. Hizo su debut en los 22 años de los All Blacks, frente a Escocia en 2000. Marcó un total de 141 puntos de prueba (14 tries, 25 conversiones, 7 sanciones) en las 56 pruebas que disputó. También ha aparecido en Nueva Zelanda Maorí, jugando tres partidos y anotó 10 puntos, incluyendo el intento de ganar contra los Leones británicos e irlandeses en 2005 en Hamilton.
En la Copa del Mundo de Rugby 2003, que fue desplazado de fullback a centro por All Blacks entrenador de backs, Robbie Deans. Esto resultó ser un fracaso, y fue la última vez que estuvo alguna vez que se jugará en el centro. En 2005, se trasladó a la primera de cinco octavo durante las Tres Naciones por All Blacks entrenador de línea defensiva para cubrir al lesionado Dan Carter.

### Participaciones en Copas del Mundo
| Mundial                       | Sede      | Resultado        | PJ | Pts |
| ----------------------------- | --------- | ---------------- | -- | --- |
| Copa Mundial de Rugby de 2003 | Australia | Tercer puesto    | 6  | 75  |
| Copa Mundial de Rugby de 2007 | Francia   | Cuartos de final | 4  | 5   |